# Ruby Keeler
Ruby Keeler (25 de agosto de 1909 - 28 de fevereiro de 1993) foi uma atriz e cantora canadense.

## Biografia
Ruby era filha de um caminhoneiro irlândes e tinha cinco irmãos. Quando tinha três anos sua família se mudou para Nova Iorque em busca de uma vida melhor. Como tinha uma família grande, seu pai não podia pagar aulas de dança, só teve oportunidade quando começou uma escola católica, onde tinha aulas de dança uma vez na semana.
O professor de Keller logo viu seu potencial e pediu a mãe da atriz que a levasse até seu estúdio para ter aulas, mas a falta de dinheiro da família forçou-a a recusar. Mas após o pedido do professor para levá-la aos sabádos para ter aulas, ela concordou. Lá conseguiu aos 13 anos, um teste com um diretor para trabalhar como dançarina e conseguiu o emprego para trabalhar com  George M. Cohan.
A partir dai passou a atuar no teatro, depois indo trabalhar com Ziegfeld Follies e na Broadway. Em 1933 foi selecionada para trabalhar no filme da Warner 42nd Street, sendo contratada para uma série de musicais na mesma década. Na década de 1940 se afastou do Show Business, retornando apenas em 1971 com um espetáculo na Broadway.
Keller foi casada duas vezes e teve quatro filhos. Morreu em 1993 de câncer.

## Filmografia
- 1989 - Beverly Hills Brats
- 1941 - Sweetheart of the Campus
- 1938 - Mother Carey's Chickens
- 1937 - Ready, Willing and Able
- 1936 - Colleen
- 1935 - Shipmates Forever
- 1935 - Go into Your Dance
- 1934 - Flirtation Walk
- 1934 - Dames
- 1933 - Footlight Parade
- 1933 - Gold Diggers of 1933
- 1933 - 42nd Street